# マクタン島
マクタン島（マクタンとう、英語: Mactan Island）は、フィリピン中部セブ州にある島である。セブ島の東海岸、セブ市の沖合い数キロのところにあり、セブ島とはマクタン・マンダウエ橋とマルセロ・フェルナン橋、セブ・コルドバ連絡高速道路の三本の橋でつながっている。

## 概要

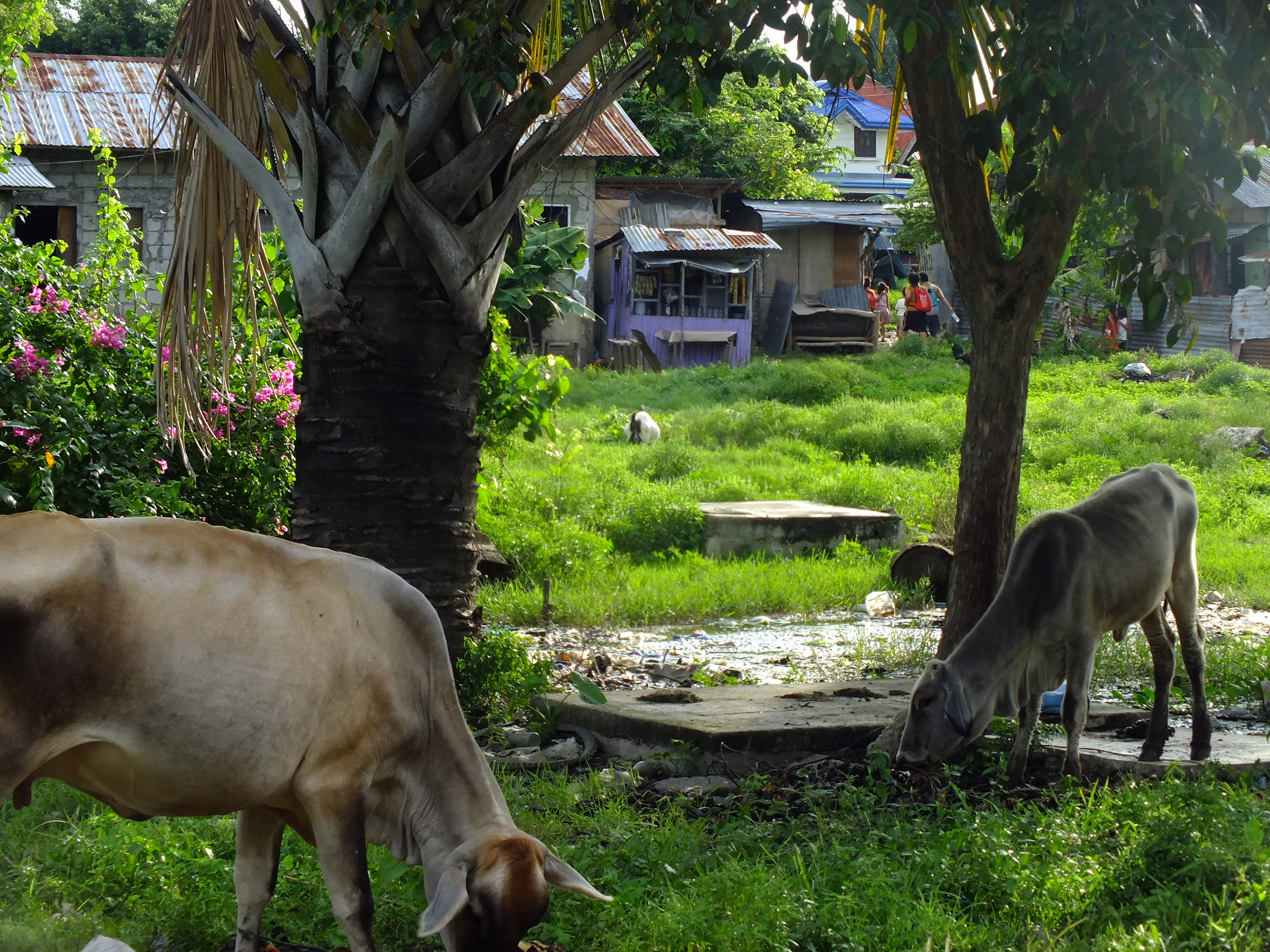
マクタン島の標準的な村（ブアヤ）

島はラプ＝ラプ市とコルドバ町の二つの自治体に分かれている。島中央部にはセブ島と国内外の多数の都市を結ぶフィリピン国内第二位のマクタン・セブ国際空港があり、セブ島に面した側には輸出経済特区など産業の拠点やショッピングセンターなどの観光スポットが、反対側の東海岸にはビーチ、リゾートホテルが連なっている。空港からセブ市街へは車で30～40分、ビーチリゾートへは20分ほど。マクタン島は風光明媚で風通しがよく、一般に言う「セブ・リゾート」とはここマクタン島を指す場合が多く、外国からの移住者も多い。
この島は1521年の「マクタン島の戦い」の舞台であり、マゼラン終焉の地として有名な場所である。フェルディナンド・マゼランはヨーロッパからの西回りの航路でフィリピンに到達し、セブ島の領主らをキリスト教に改宗させスペイン王に従わせた。しかし、ムスリムの領主（ダトゥ）ラプ＝ラプはそれに従わなかったため、両者は対立して戦闘となり、その中でマゼランは戦死した。これはフィリピン人と西洋人の最初の戦争であり、このときマゼランを討ち取ったラプ＝ラプは後に侵略者に対する抵抗の英雄とみなされるようになった。
島には、マゼランのフィリピンへのキリスト教布教と世界一周途上での殉職を記念したマゼラン記念碑が建っているが、その隣にはスペイン艦隊の兵と戦いマゼラン（ちなみに彼自身はポルトガル人である）を討ち取ったラプ＝ラプの像が建っている。島最大の都市ラプ＝ラプ市は彼を記念して名づけられた。
セブとマクタンをつなぐ橋の周辺やロレガ地区、スラムなどは治安が良くない。

## 画像

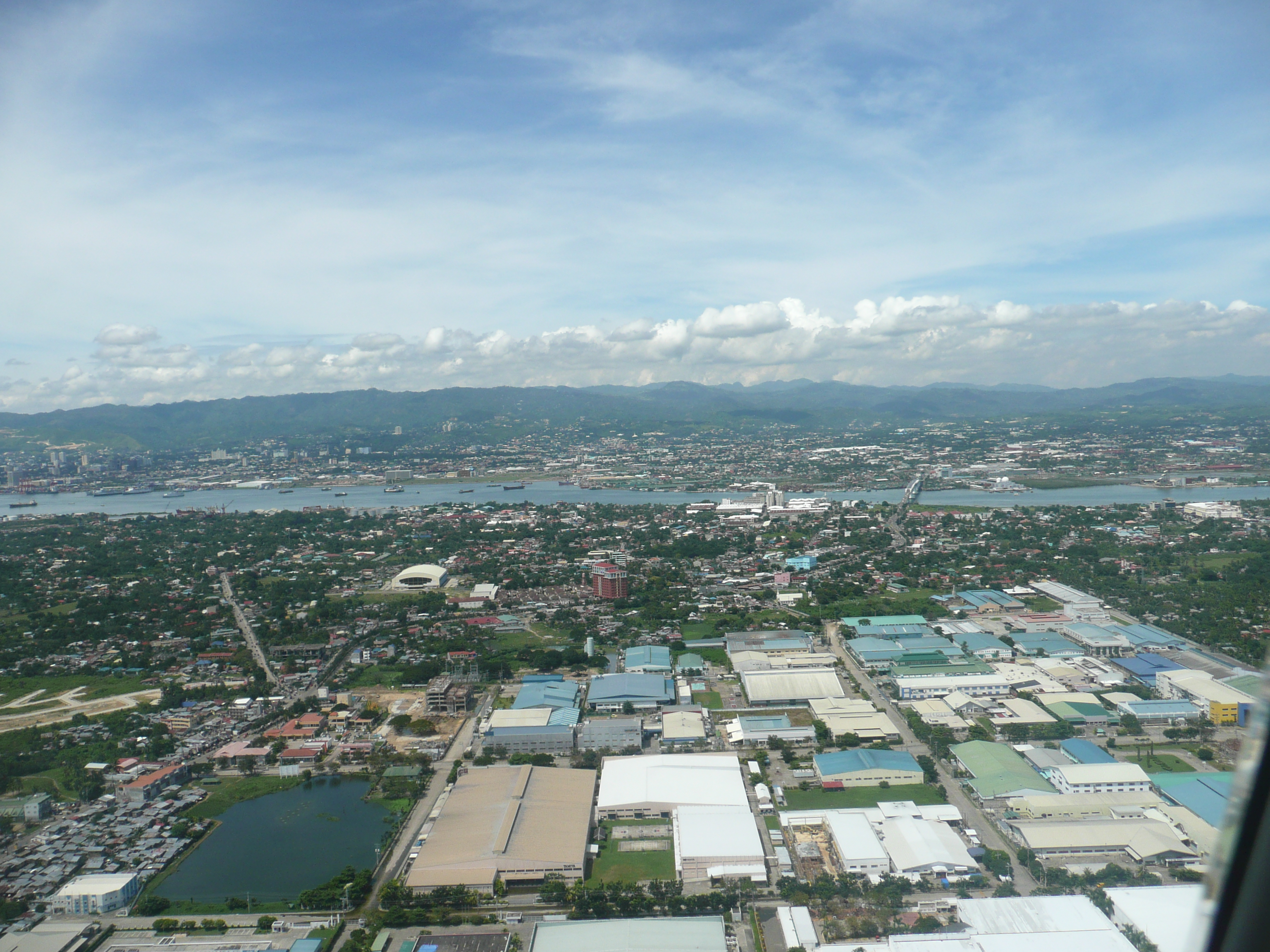
上空から見たマクタン島
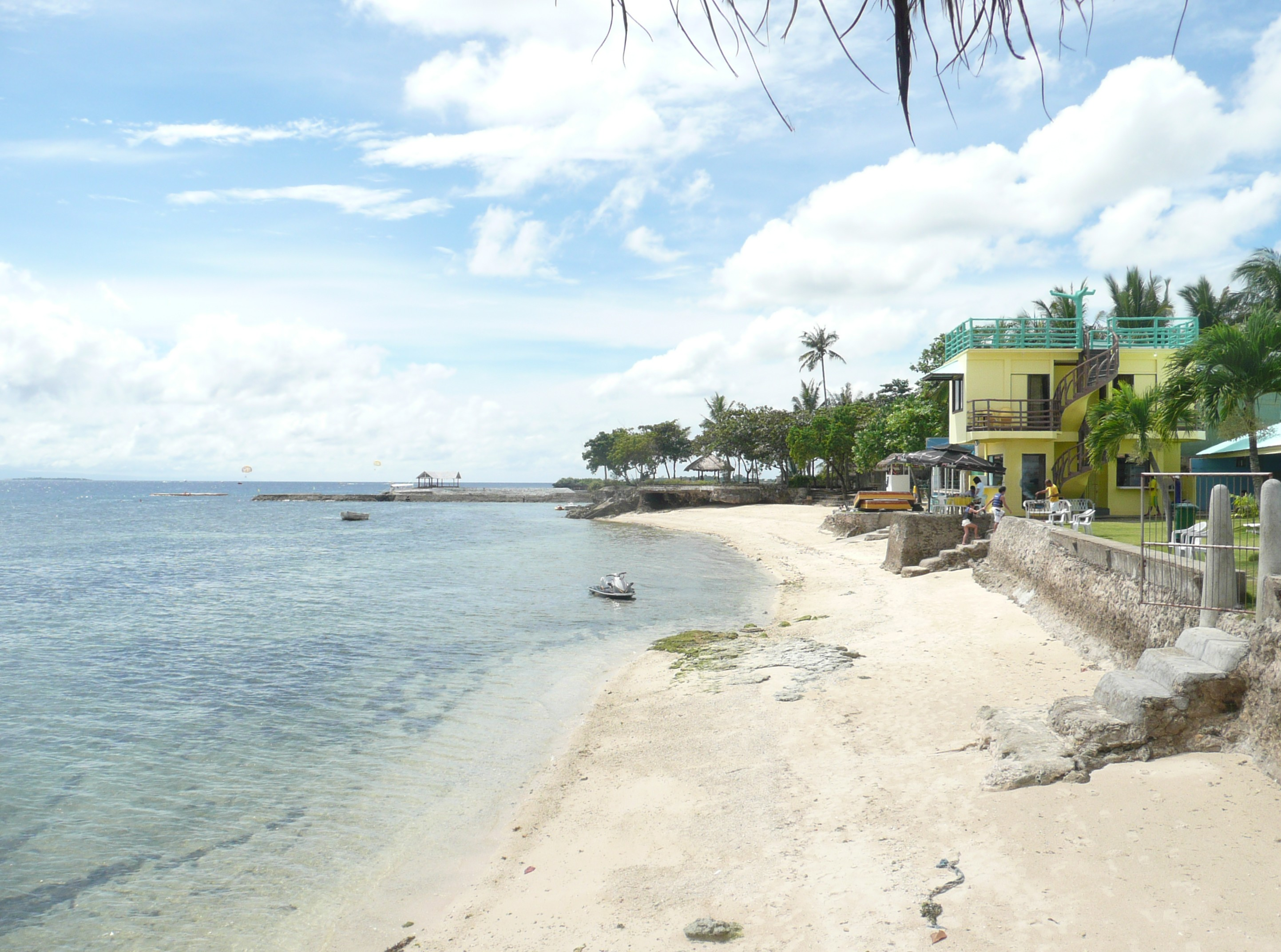
マクタン島のビーチ
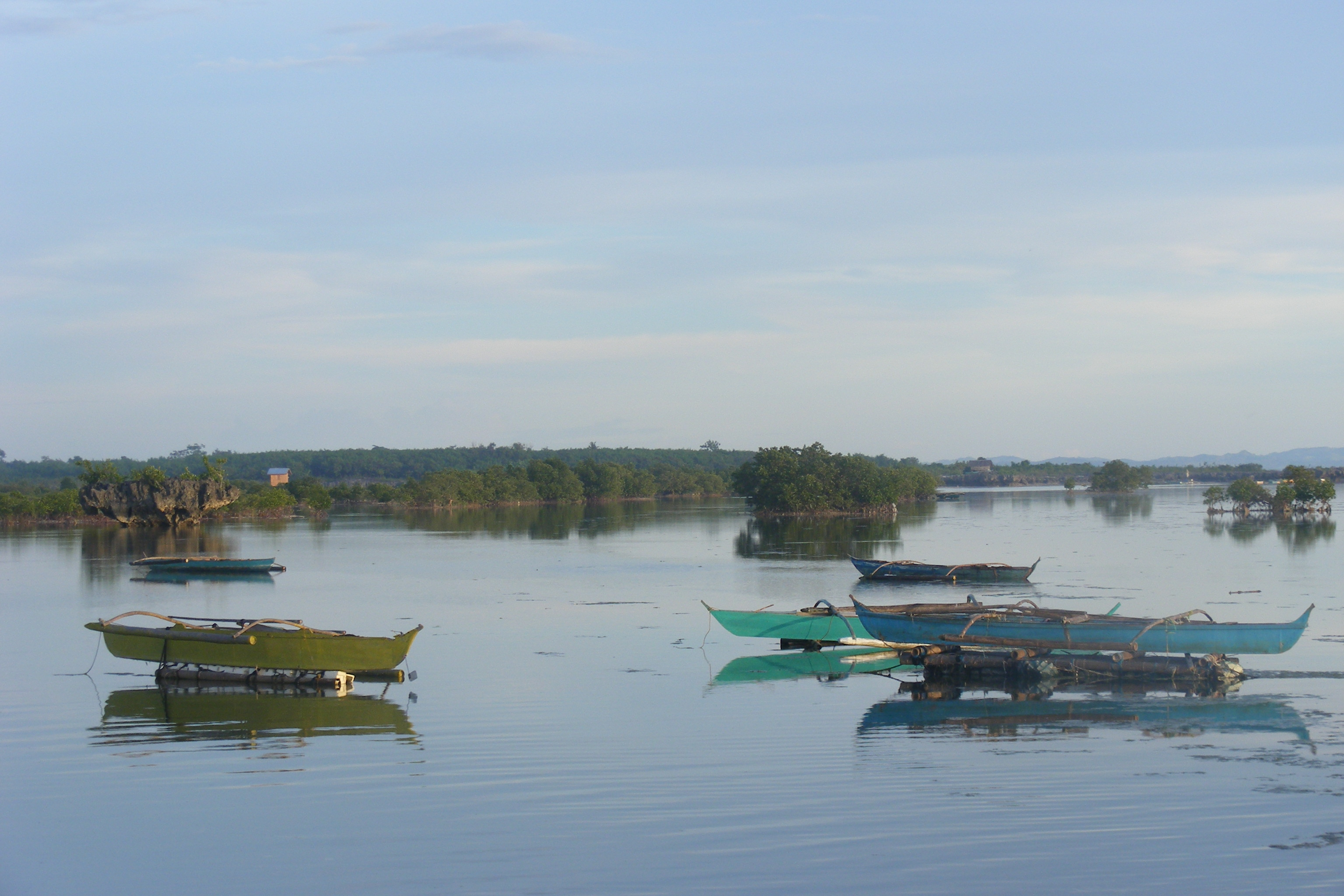
コルドヴァ町の海岸線
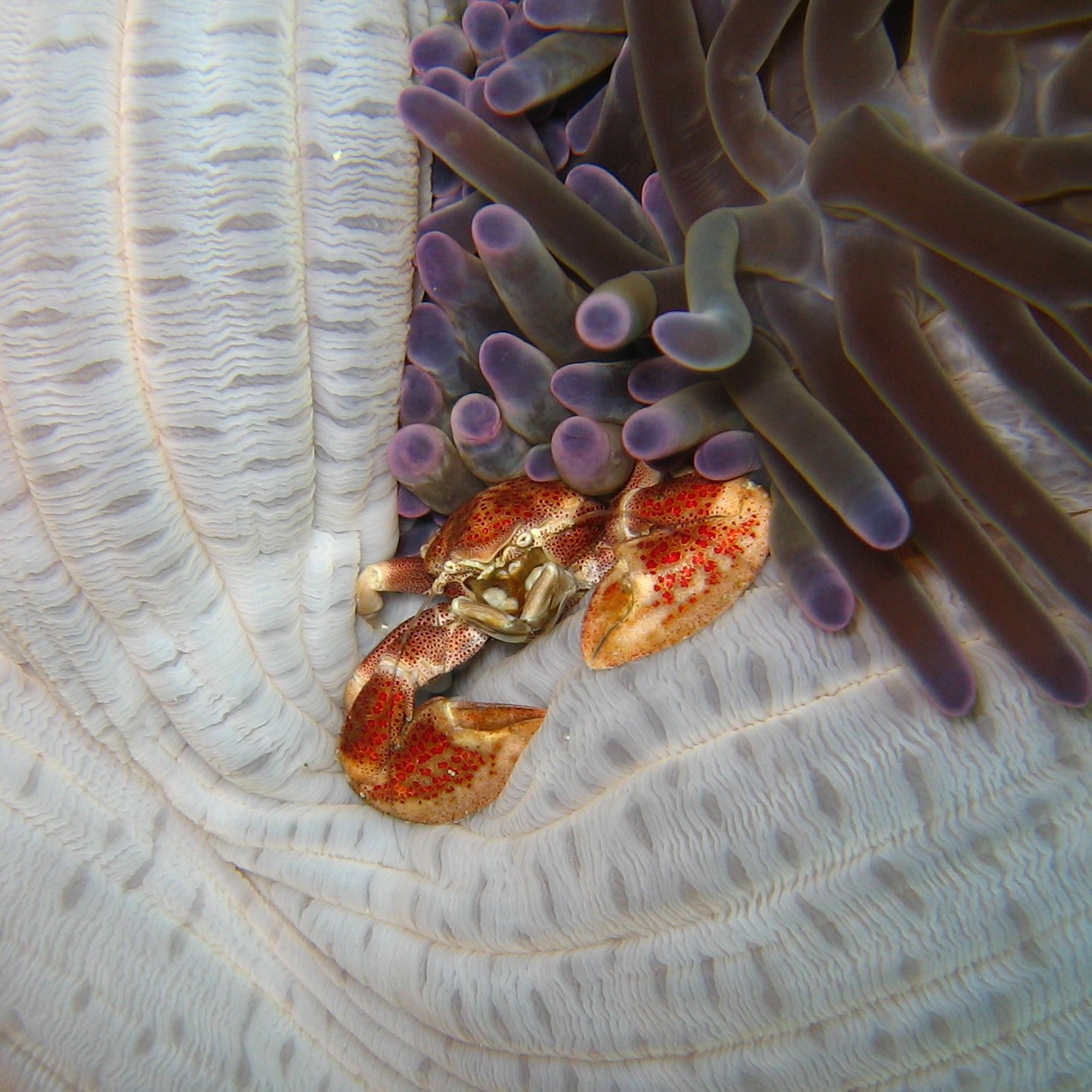
マクタン島周辺の海域の生物